# Oraesia argyrosema
Oraesia argyrosema är en fjärilsart som beskrevs av George Francis Hampson 1926. Oraesia argyrosema ingår i släktet Oraesia och familjen nattflyn. Inga underarter finns listade i Catalogue of Life.